# Palaeotragus
A Palaeotragus az emlősök (Mammalia) osztályának párosujjú patások (Artiodactyla) rendjébe, ezen belül a zsiráffélék (Giraffidae) családjába tartozó fosszilis nem.
A Palaeotragus (magyarul: „ősantilop”), egy nagy testű, ős zsiráfféle nem, amely a miocén korban élt, Afrika és Eurázsia területein.

## Rendszerezés
A nembe az alábbi 6 faj tartozik:
- Palaeotragus decipiens
- Palaeotragus germaini - maradványait a késő miocén rétegben találták meg. A P. germaininak volt egy pár szarva, méretre hasonlított volna egy kisebb, 3 méter magas, rövid nyakú zsiráfra vagy egy óriás okapira
- Palaeotragus microdon
- Palaeotragus primaevus - a régebbi faj, maradványait a kora és középső miocén rétegekben találták meg. A P. primaevus-nak nem voltak szarvai, és kisebb volt mint rokona, marmagassága 2 méter alatt volt
- Palaeotragus quadricornis
- Palaeotragus rouenii

### Fordítás
- Ez a szócikk részben vagy egészben  a   Palaeotragus című angol Wikipédia-szócikk ezen változatának fordításán alapul.  Az eredeti cikk szerkesztőit annak laptörténete sorolja fel. Ez a jelzés csupán a megfogalmazás eredetét és a szerzői jogokat jelzi, nem szolgál a cikkben szereplő információk forrásmegjelöléseként.